# Geraint Thomas
Geraint Howell Thomas (Cardiff, 25 de mayo de 1986) es un deportista británico que compite en ciclismo, en la modalidad de ruta, perteneciendo al equipo británico INEOS. Anteriormente, competía en la modalidad de pista. Ganó la clasificación general del Tour de Francia 2018.
Participó en tres Juegos Olímpicos de Verano, en los años 2008 y 2016, obteniendo en total dos medallas de oro, ambas en la prueba de persecución por equipos (en Pekín 2008 junto con Edward Clancy, Paul Manning y Bradley Wiggins y en Londres 2012 con Edward Clancy, Steven Burke y Peter Kennaugh), y el noveno lugar en Río de Janeiro 2016, en la prueba de contrarreloj (ciclismo en carretera).
Ganó cinco medallas en el Campeonato Mundial de Ciclismo en Pista entre los años 2006 y 2012, y una medalla de oro en el Campeonato Europeo de Ciclismo en Pista de 2011.
En carretera se coronó campeón del Tour de Francia 2018, ganando además dos etapas; aparte de otra victoria de etapa en el Tour de 2017. También obtuvo dos medallas de bronce en el Campeonato Mundial de Ciclismo en Ruta, en los años 2013 y 2017, ambas en la prueba de contrarreloj por equipos.
Fue nombrado miembro de la Orden del Imperio Británico (MBE) en el año 2008 por sus éxitos deportivos.

## Biografía

### Carrera juvenil y amateur
Geraint Thomas nació el 25 de mayo de 1986 en Cardiff, Gales, y vivió en su suburbio de Whitchurch. Comenzó a andar en bicicleta a la edad de diez años en el Maindy Flyers Cycling Club en el Maindy Center, luego corrió para otros clubes, el Cycling Club Cardiff y Cardiff Just in Front. Gana en categorías sub-14 y sub-16, incluyendo campeonatos nacionales, y comienza a darse cuenta de su potencial y considerar una carrera como ciclista profesional al ganar la medalla de plata en la carrera por puntos en el Campeonato de Europa Junior en 2004, luego se convirtió en el campeón mundial junior cero el mismo año. Ganó la París-Roubaix junior el mismo año. Luego se convirtió en miembro de la Academia Olímpica de Ciclismo Británica, la federación británica de ciclismo. Se mudó a Mánchester, donde vivió con Mark Cavendish y Edward Clancy, y es entrenado por Darren Tudor y Rod Ellingworth. Ganó el Carwyn James Junior Award en la ceremonia en honor a las figuras deportivas de la BBC en Gales.
En febrero de 2005, se cae entrenando en Sídney, Australia, antes de un encuentro en la Copa del Mundo. Cae sobre el objeto metálico en el origen de la caída y sufre una hemorragia interna. Se le ha extraído el bazo y no puede andar en bicicleta durante cinco semanas. Debe renunciar a su participación en los campeonatos mundiales en la pista y reanudar la competencia en mayo. A finales de año, se desempeña como aprendiz en el equipo alemán Team Wiesenhof. Se lleva consigo la 19.ª plaza del Campeonato de Flandes.
En 2006, estaba compitiendo por el equipo Recycling.co.uk-SIS y obtuvo el tercer lugar en el Campeonato del Reino Unido en Ruta. En marzo, representó a Gales en los Campeonato de los Juegos de la Mancomunidad y ganó la medalla de bronce en la carrera por puntos. Con el equipo británico en pista, también compitió compite en los campeonatos del mundo en pista en Burdeos. Ganó la medalla de plata en la Persecución por Equipos, con Steve Cummings, Paul Manning y Rob Hayles, siendo derrotado en la final por los australianos. Unos meses más tarde, Thomas gana con Andrew Tennant, Ian Stannard y Edward Clancy, el Campeonato de Europa que espera de esta disciplina. Con el equipo británico en la carretera, ganó en mayo la South Arrow, carrera por etapas celebrada en Luxemburgo y participa en el Tour de Gran Bretaña. Al final del año, se unió al equipo Saunier Duval-Prodir como aprendiz.

### Debut profesional en carretera y primeros títulos olímpicos y mundiales en pista

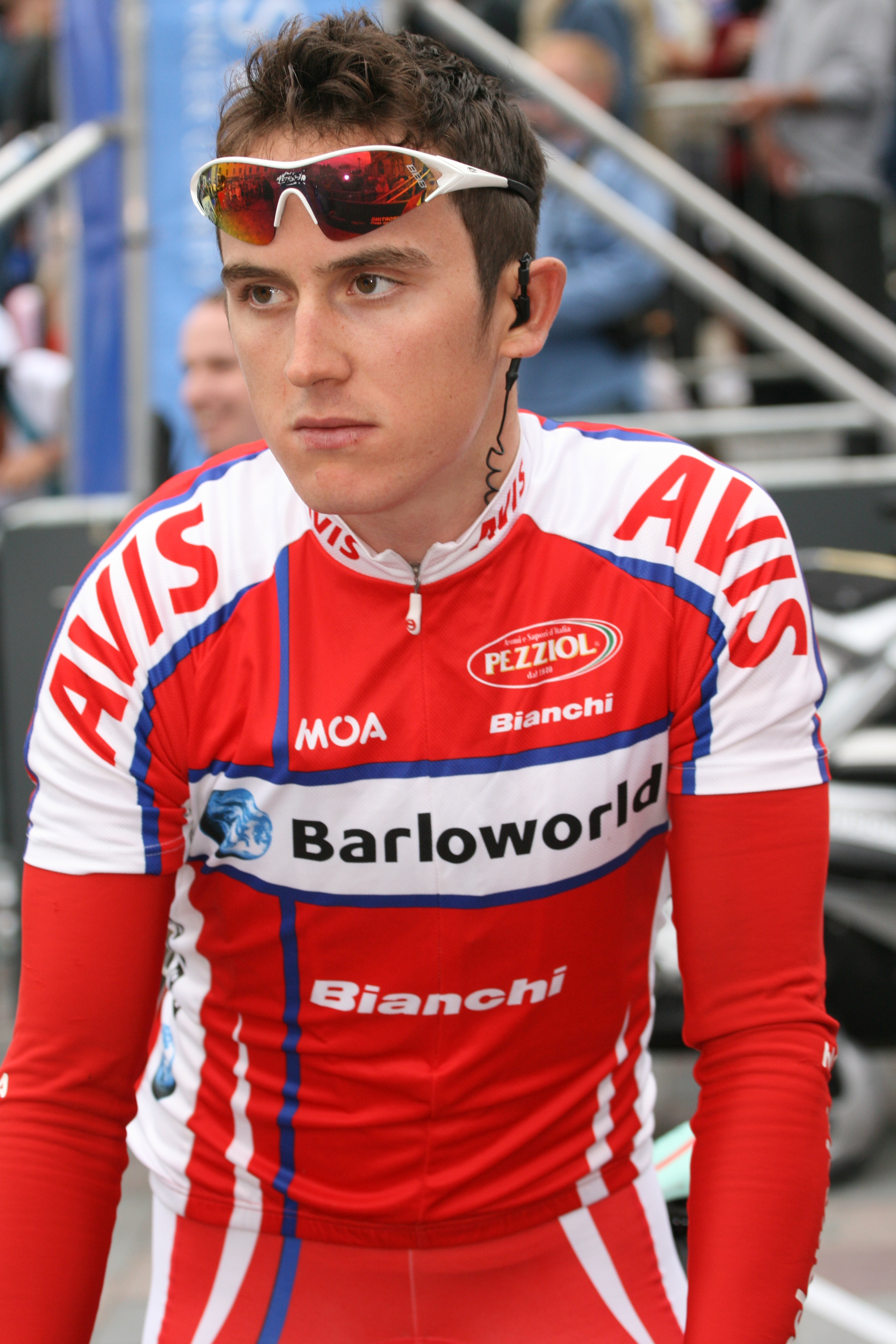
Geraint Thomas durante el Tour de Gran Bretaña de 2009.

En 2007, Geraint Thomas se convirtió en un profesional en el camino en el equipo de Barloworld. Con Edward Clancy, Bradley Wiggins y Paul Manning, se convierte por primera vez en campeón del mundo en el Palma Arena de Palma de Mallorca. Barloworld recibe una invitación para el Tour de Francia, que Thomas disputa por primera vez. Es el participante más joven de esta edición1 y el primer galés en correr el Tour desde Colin Lewis en 1967. Terminó en el puesto 140.º de 141 corredores clasificados.
En marzo de 2008, en los Campeonatos del Mundo en Mánchester, Thomas, Clancy, Wiggins y Manning conservan su título de campeonato mundial. Después de hacer la segunda vuelta (3:59:40) en la ronda de clasificación detrás de los daneses, los derrotaron en la configuración final de un nuevo récord mundial en 3'56"322. Geraint Thomas compite en el Giro de Italia, luego regresa a Gran Bretaña para entrenarse para los Juegos Olímpicos de Pekín. No participa en el Tour de Francia. En los Juegos Olímpicos, es parte del equipo de persecución del equipo británico, con los mismos compañeros que en los campeonatos mundiales. En la calificación, batieron el récord mundial de la disciplina en 3'55"20, eliminando fácilmente a los rusos. Al día siguiente, mejoraron su récord en la final, en 3'53"314, por delante de los daneses por 6.7 segundos y ganaron la medalla de oro. Geraint Thomas podría haber participado en el torneo de persecución individual, pero se abstuvo de hacerlo para no poner en peligro las posibilidades del equipo de persecución del equipo. También se espera que haga pareja con Bradley Wiggins en el madison. Sin embargo, Mark Cavendish es el seleccionado en su lugar. Al igual que otros medallistas británicos en estos Juegos, Geraint Thomas fue miembro de la Orden del Imperio Británico (MBE) en enero de 2009.
A principios de 2009, Geraint Thomas se estrelló en la contrarreloj Tirreno-Adriático. Al sufrir fracturas de cadera y nariz, debe permanecer 20 días en reposo total. El 30 de octubre, Geraint Thomas marcó el mejor tiempo de seguimiento según las reglas actuales, cubriendo 4 kilómetros en 4'15"55 en la primera ronda de la Copa Mundial de Manchester. Solo a Chris Boardman le fue mejor en 1996, en una posición en la bicicleta que ha sido prohibida desde entonces. El 1 de noviembre, el último día de la competencia, Geraint Thomas y sus compañeros de equipo ganaron la persecución por equipos con el segundo mejor tiempo en la historia de la disciplina, en 3'54"39. Al final del año, en la ceremonia de deportista del año de la BBC, Thomas ocupa el segundo lugar detrás del jugador de fútbol Ryan Giggs.

### Llegada al Sky

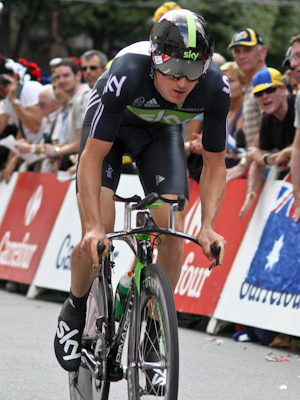
Geraint Thomas durante el Tour de Francia 2011.

En 2010, fue reclutado por el nuevo equipo de británico Sky, que obtuvo la licencia ProTour en su primer año. Al comienzo de la temporada, Geraint Thomas gana la contrarreloj por equipos del Tour de Catar. Después de haber jugado los clásicos, logró buenos resultados en junio en Critérium del Dauphiné. Se ubica en la lista de los diez mejores de las primeras cuatro etapas y lleva el maillot verde de la clasificación de puntos tres días. Terminó el 21.º en general. Unos días más tarde, ganó el campeonato de ruta británico, superando a su compañero Peter Kennaugh. En el Tour de Francia, es quinto en el prólogo y segundo en la tercera etapa. Al final de este último, lleva el mejor jersey blanco joven. Terminó el Tour en el puesto 67 de la general y noveno en el ranking de los mejores jóvenes.
Geraint Thomas es seleccionado para competir en los Juegos de la Mancomunidad en Nueva Delhi, India. Al igual que otros ciclistas, deja de ir debido a los riesgos para la salud (se menciona el dengue). Expresa su gran decepción: "Solo tengo la oportunidad de representar a Gales una vez cada cuatro años, pero es la decisión que se tuvo que tomar".
A principios de 2011, Geraint Thomas finalizó sexto en la Classica Sarda, segundo en A través de Flandes y décimo en el Tour de Flandes. En mayo, ganó la Vuelta a Baviera. En junio, es segundo en el campeonato del Reino Unido en ruta, detrás de Bradley Wiggins. Durante el Tour de Francia, es sexto en la primera etapa y viste el maillot blanco. Lo mantiene al día siguiente, el equipo Sky finaliza tercero en la contrarreloj por equipos. Lo cede frente a Robert Gesink al final de la séptima etapa: Wiggins cae y abandona la carrera, y los otros corredores del equipo pierden tiempo mientras lo esperan. Thomas obtiene el premio de la combatividad de la duodécima etapa. Ataca después de dos kilómetros de carrera. Neutralizado por el grupo de los líderes de la clasificación general a siete kilómetros de la llegada, ocupa el lugar 36.º de la etapa. Terminó el 31.º de este Tour. En el Tour de Gran Bretaña, ganó la clasificación por puntos. Es parte del equipo de Gran Bretaña que ayuda al velocista Mark Cavendish a obtener el título de campeón mundial de ruta. Al final de esta temporada, recibió el premio al Atleta Olímpico del Año de la Asociación Olímpica Británica.

### 2012: segundo título olímpico
En 2012, se centró en la pista con el objetivo de los Juegos Olímpicos de Londres. Después de ayudar a Bradley Wiggins a ganar París-Niza, participó en abril en los campeonatos mundiales en pista. Ganó la medalla de oro en la persecución por equipos al establecer un nuevo récord mundial en 3'53"29, con Edward Clancy, Steven Burke y Peter Kennaugh. Se une a Ben Swift para la medalla de plata en madison y ocupa el quinto lugar en el torneo de persecución individual. De vuelta en la carretera a finales de abril, ganó el prólogo del Tour de Romandía. El líder de Sky, Bradley Wiggins, toma el maillot amarillo al día siguiente y gana la clasificación general. En el Giro de Italia, Geraint Thomas es el segundo en el prólogo detrás de Taylor Phinney. Ayuda a Mark Cavendish a ganar tres etapas y es segundo nuevamente en la contrarreloj, en la etapa final, esta vez vencido por Marco Pinotti. Para no disminuir sus posibilidades de brillar en los Juegos Olímpicos, abandona la lucha por el Tour de Francia, en el que Bradley Wiggins se convierte en el primer corredor británico en ganar.
En los Juegos Olímpicos, Geraint Thomas forma el equipo de persecución del equipo británico, con Steven Burke, Ed Clancy y Peter Kennaugh. El 2 de agosto, establecieron un nuevo récord mundial en 3'52"49 en la primera ronda de competencia y avanzaron a la final. Derrotaron a los australianos por tres segundos, con un nuevo récord mundial de 3'51"565. Geraint Thomas obtiene su segunda medalla de oro olímpica.

### 2013: Vuelta a la ruta

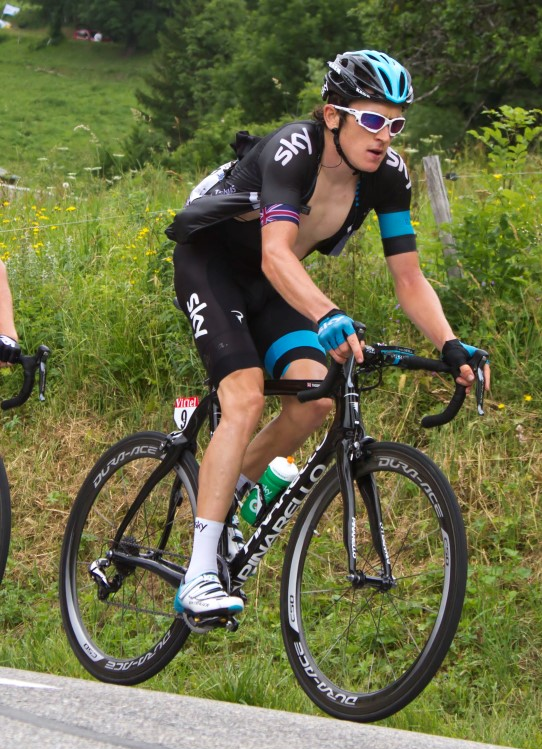
Geraint Thomas en el Tour de Francia 2013.

En 2013, deja la pista a un lado. Las clásicas de pavé ahora son su principal objetivo de la temporada. Luego planea desempeñar un papel de equipo en el Tour de Francia. Reanuda la competencia en enero, en Australia, durante el Tour Down Under. Gana la segunda etapa. Es el primero en general durante tres días y termina tercero. Tras participar en el Tour de Catar, en el que terminó 10.º en la general, comienza su calendario de clásicas en Omloop Het Nieuwsblad. Termina 4.º en la meta de Gante. Está en la salida de la Milán-San Remo con la idea de acumular kilómetros de calidad, pero termina abandonando por las condiciones climáticas de la dantesca edición que acabaría imponiéndose Gerald Ciolek. De vuelta en Bélgica, termina 4.º en la E3 Harelbeke. Este buen inicio en el pavé con dos 4.º puestos, no se traduce en buenos resultados citas más importantes, teniendo que abandonar en Gante-Wevelgem, acabando 41.º en Tour de Flandes y 79.º en París-Roubaix. En mayo termina en segunda posición en la general de la Vuelta a Baviera. La última vez que se puso un dorsal antes del Tour de Francia fue en Critérium del Dauphiné.
Seleccionado el equipo Sky del Tour de Francia como compañero de equipo Chris Froome, Thomas cae en la primera etapa. Dos días después, los exámenes médicos muestran que se fracturó la pelvis en la caída, lo que no le hubiera impedido continuar la carrera. Pero Thomas terminó en el lugar 140.º en este Tour, en el que Chris Froome tuvo el éxito que el año pasado obtuviera Bradley Wiggins.
Acaba la temporada con la participación en la prueba de contrarreloj por equipos en el campeonato del mundo en ruta con el Sky. Lograron la medalla de bronce por detrás del Omega Pharma-Quick Step y el Orica-GreenEDGE.

### 2014

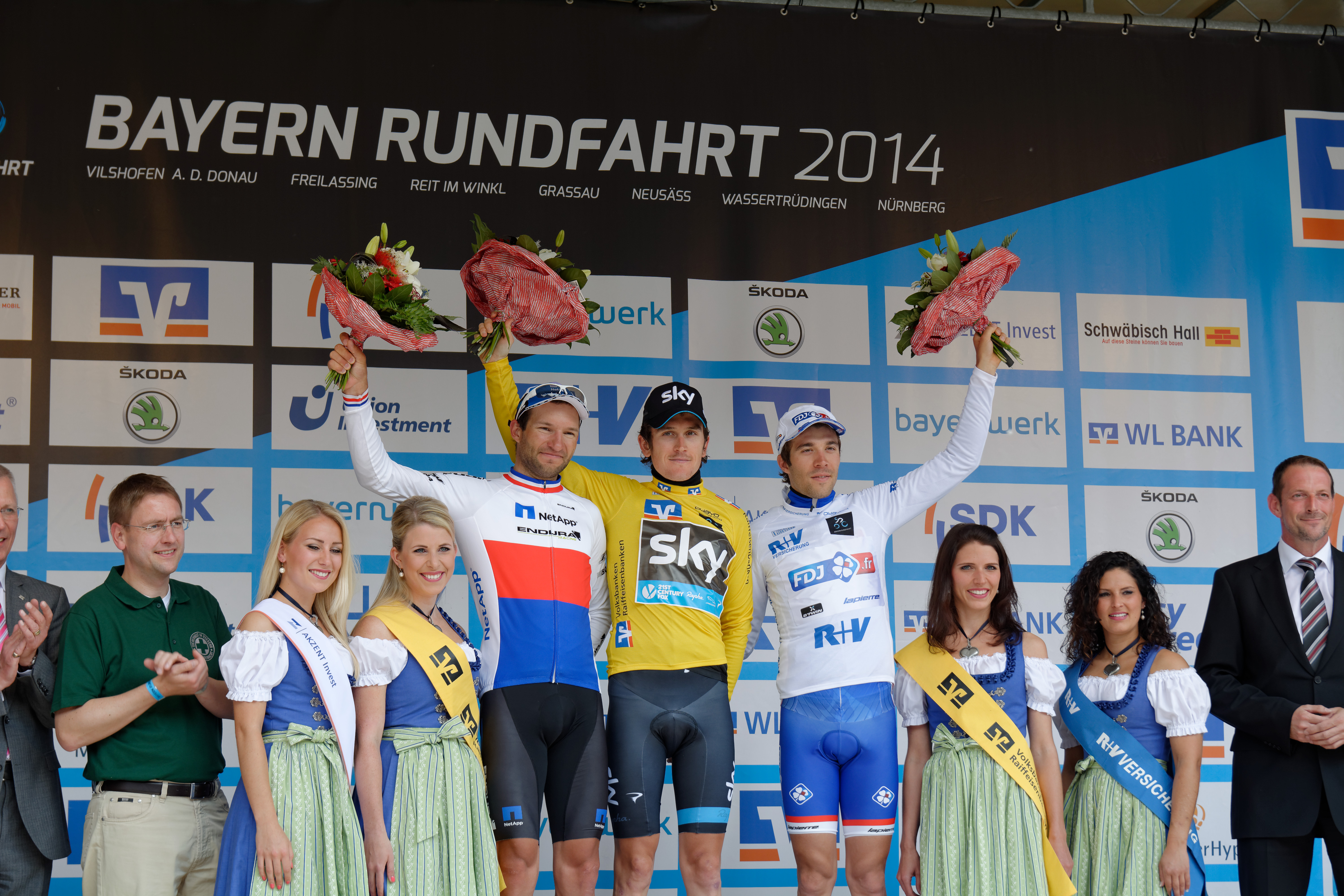
Geraint Thomas en el pódium de la Vuelta a Baviera 2014.

Geraint Thomas comienza el año 2014 con el octavo lugar del Tour Down Under y el undécimo de la Vuelta a Andalucía. Es designado líder de Sky para París-Niza. Ocupa el primer lugar en la clasificación general durante dos días, luego tiene que retirarse después de una caída, mientras que aún ocupaba el segundo lugar en la clasificación. Luego participa en las clásicas. Logró sus mejores resultados en este tipo de carrera: fue tercero en el E3 Harelbeke, octavo en el Tour de Flandes a pesar de una caída al principio de la carrera y séptimo en París-Roubaix. Una caída en la Amstel Gold Race pone fin a sus clásicas. Reanuda la carrera en la Vuelta a Baviera. Ganador de la etapa contrarreloj, ganó la clasificación general.
En el Tour de Francia, Froome cae durante la primera semana y se retira. Richie Porte, líder de reemplazo, está enfermo nuevamente y pierde cualquier posibilidad de victoria durante la segunda semana. Thomas gana más libertad para el resto de la carrera. Durante unos días, es el corredor Sky mejor clasificado en la clasificación general, hasta que un mal día en la etapa que conduce a Pla d'Adet lo mueve del 16.º al 22.º puesto en la general, puesto que conserva hasta el final de la carrera. Geraint Thomas gana la carrera en línea de los Juegos de la Mancomunidad de Glasgow representando a Gales unos días después de llevarse el bronce en la contrarreloj. De los 139 corredores al inicio, solo doce terminaron la carrera debido a las fuertes lluvias. Thomas ganó con una ventaja de un minuto y veintiún segundos, a pesar de un pinchazo en los últimos kilómetros. En agosto, es quinto en el Eneco Tour. Con sus compañeros de equipo del Sky, es cuarto en la contrarreloj por equipos en el campeonato del mundo en ruta. Finalmente fue seleccionado para la carrera en línea, que no terminó.
En julio de este año, el contrato con Sky se extiende hasta fines de 2016.

### 2015: E3 Harelbeke

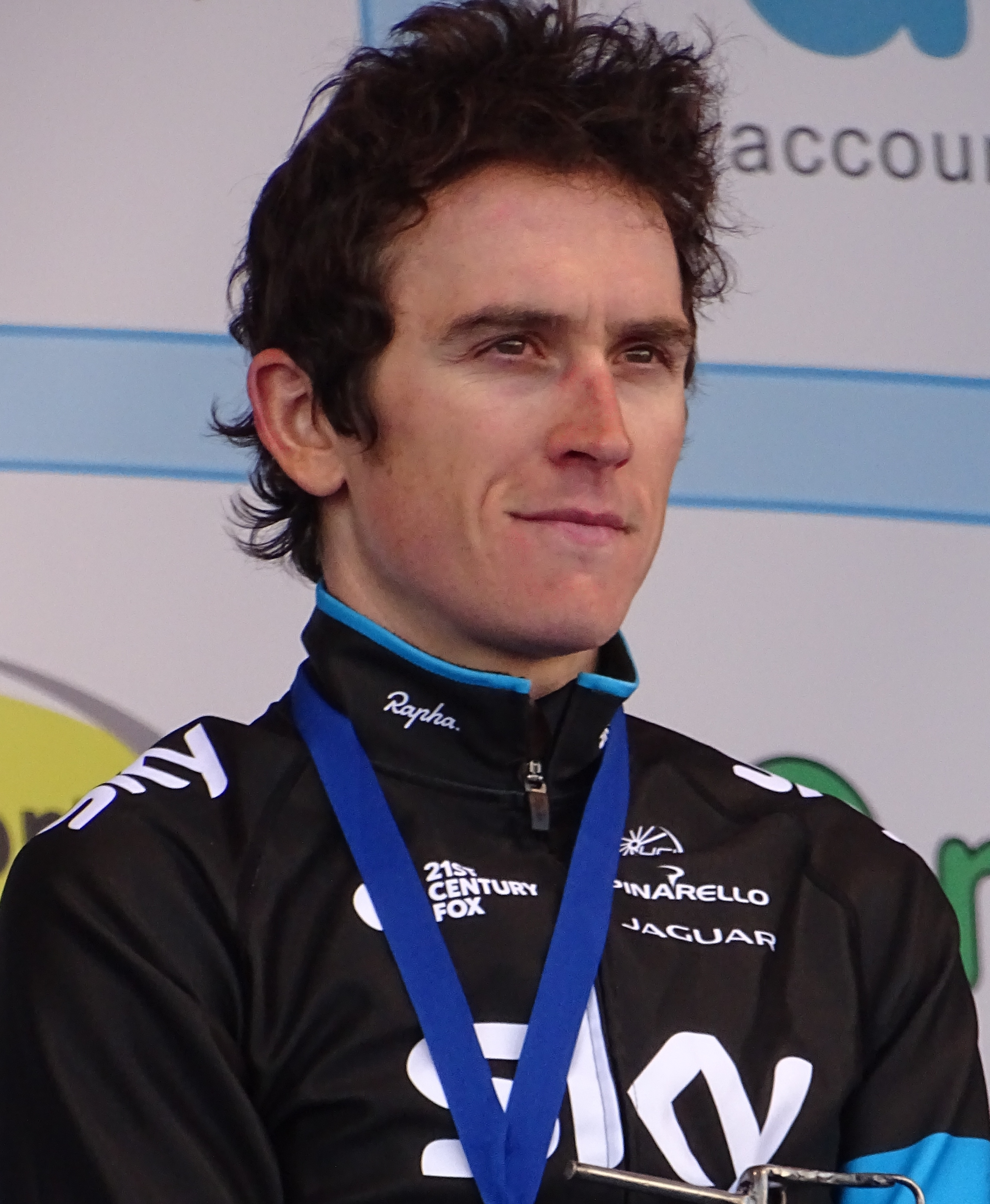
Geraint Thomas en 2015.

En marzo de 2015, ganó en solitario la E3 Harelbeke al derrotar a sus compañeros de escapada, Zdeněk Štybar y Peter Sagan, con cuatro kilómetros por recorrer. En la siguiente clásica, la Gante-Wevelgem, termina en 3.º posición por detrás de Luca Paolini (ganador) y Niki Terpstra. Tras una discreta actuación en el Tour de Romandía, donde por equipos el Sky ganó la contrarreloj por equipos inaugural, terminó segundo en la general la Vuelta a Suiza a solo 5 segundos del ganador final Simon Špilak.
En julio, participa en el Tour de Francia,  durante la 16.ª etapa, Warren Barguil lo golpea y cae en un barranco, sin gravedad. Terminó en decimoquinto lugar ese Tour de Francia.
Thomas es seleccionado para la carrera en línea del Campeonato Mundial de Richmond y es uno de los dos líderes de la selección británica con Mark Cavendish. Al final de la Vuelta a España, finalizó en el lugar 69.º, anuncia su renuncia para los campeonatos del mundo por fatiga y pone fin a su temporada.

### 2016: Victoria en París-Niza

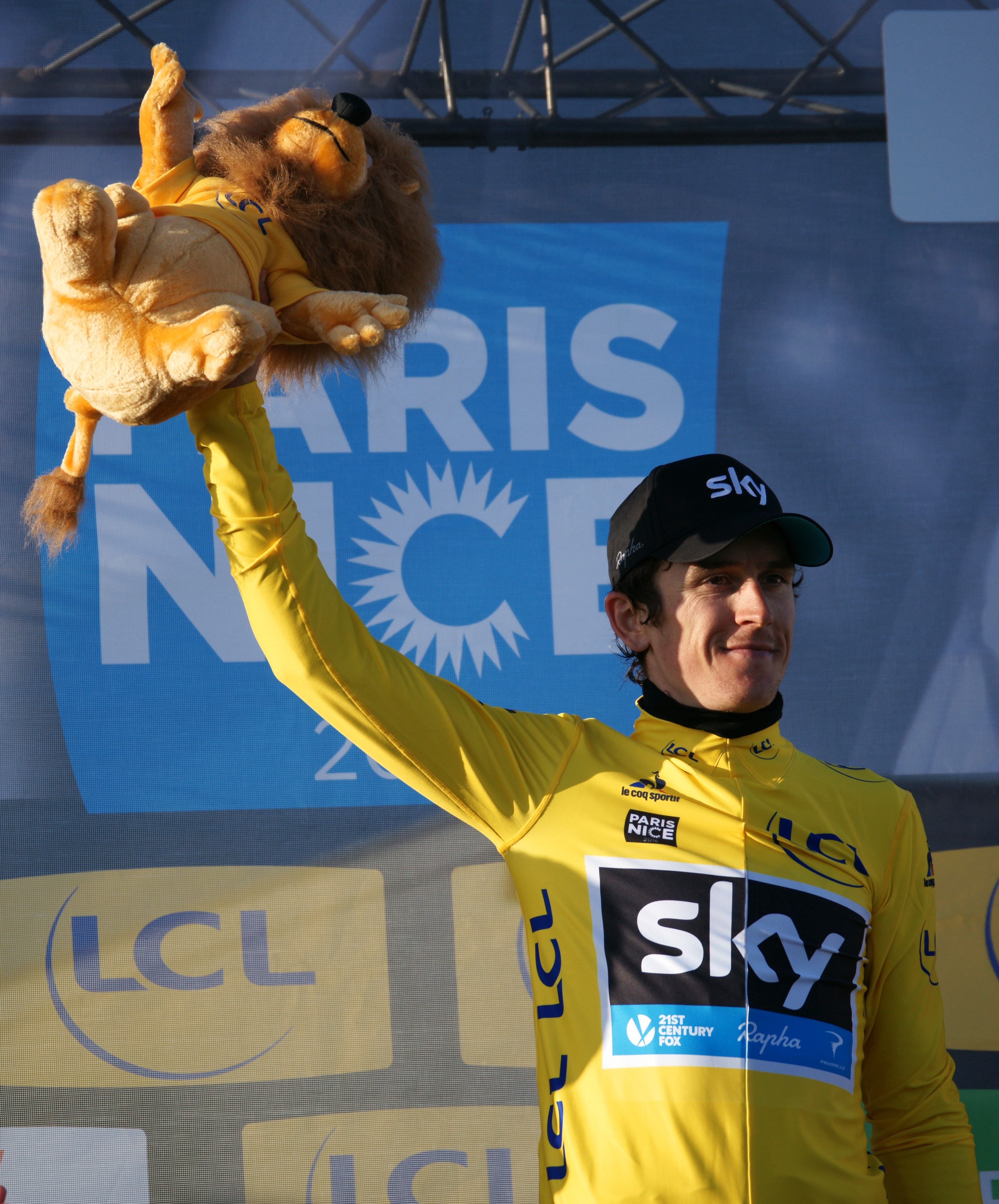
Geraint Thomas en su victoria en la París-Niza 2016.

En 2016, Geraint Thomas se enfoca por primera vez en carreras por etapas (tras las buenas sensaciones en la Vuelta a Suiza del año anterior) para probarse a sí mismo como un líder y con el objetivo de ser el mejor en el Tour de Francia, tanto para ayudar a Chris Froome como para intentar lograr un resultado personal mejor.
Después de comenzar su temporada en el Tour Down Under en enero, corre en la Vuelta al Algarve en febrero. Segundo en la etapa con final en Alto da Foia y tercero al día siguiente contrarreloj, ganó la clasificación general final en la última etapa, a expensas de Tony Martin. Esta victoria empieza a confirmar su acierto con el cambio de objetivos de este año. Al mes siguiente, ganó París-Niza. Tomó el liderato al final de la sexta etapa en Madone d'Utelle, donde quedó segundo detrás de Ilnur Zakarin. Lo mantiene después de la última etapa al día siguiente, cuatro segundos por delante de Alberto Contador. Luego participó en la Milán-San Remo, en la Volta a Cataluña, que no terminó para prepararse para el Tour de Flandes, única clásica de pavé en la programación de su temporada. Terminó en el duodécimo lugar. En mayo de 2016, extendió su contrato con su equipo Sky hasta el final del año 2018.
En junio, es el líder del equipo en la Vuelta a Suiza, con el objetivo de ganar después de terminar segundo en 2015. Tercero en la clasificación general después de cinco etapas, retrocede durante los días siguientes y ocupa el octavo lugar. Antes de la última etapa se enfría y durante el último día, pierde once minutos y termina decimoséptimo.
Después de esta decepcionante Vuelta a Suiza, retoma sus ambiciones y comienza el Tour de Francia con el único propósito de ayudar a Chris Froome. Una caída en la primera etapa le causa dolor en las costillas en los días siguientes. Al igual que en 2015, terminó decimoquinto en la general, del Tour ganado por Froome.
En los Juegos Olímpicos de Río, representa a Gran Bretaña en ambas carreras. Durante la carrera en línea, cae en la última parte del curso y termina el undécimo de la carrera. Cuatro días después, es noveno en la contrarreloj. Al final de la temporada, compite en los campeonatos mundiales de ruta, donde es cuarto en la contrarreloj por equipos con Sky.

### 2017: Maillot amarillo en el Tour de Francia

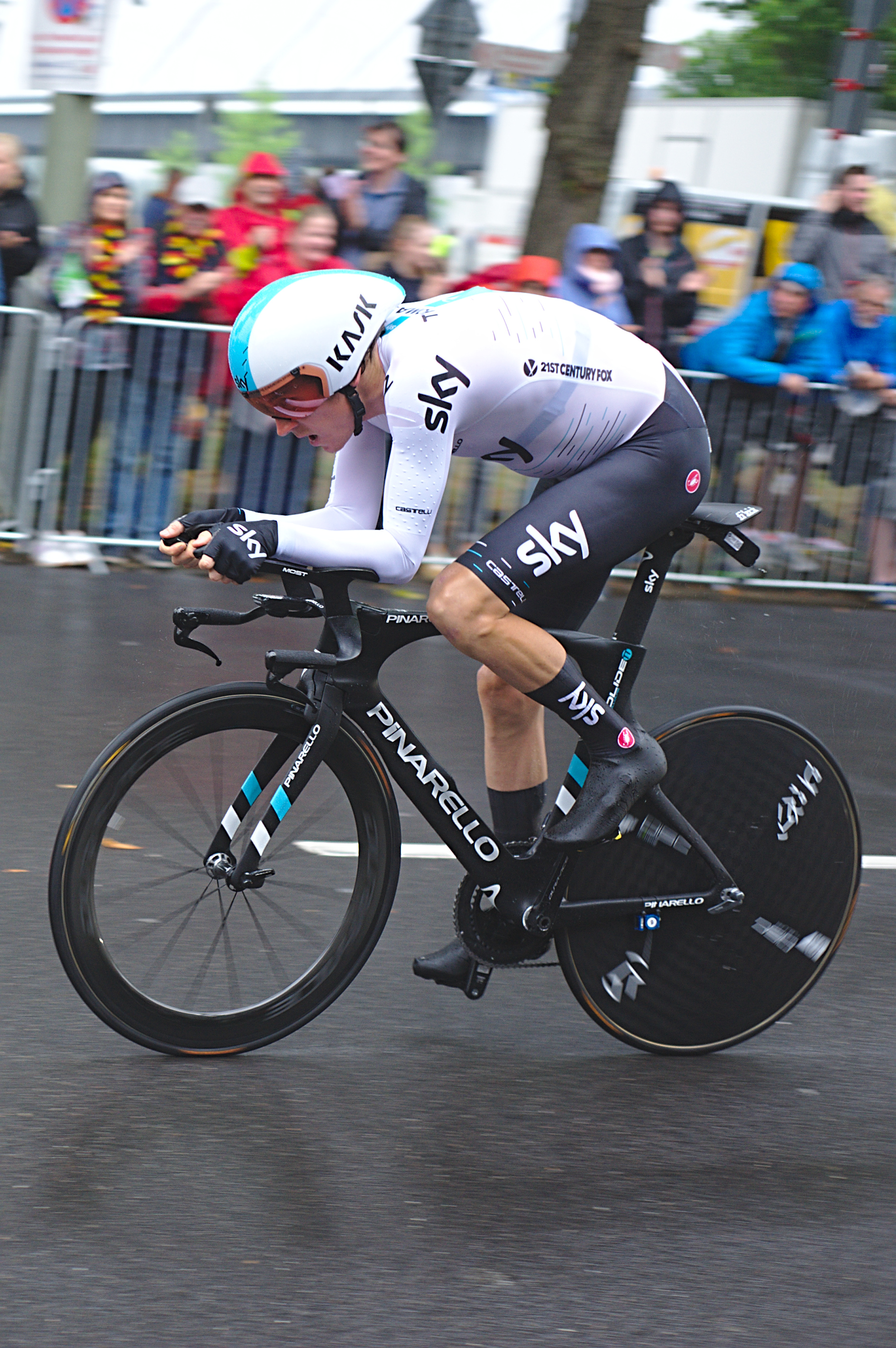
Durante su victoria en la etapa inaugural del Tour de Francia 2017 en Düsseldorf.

Geraint Thomas convirtió el Giro de Italia en su principal objetivo de la temporada y, desde esta perspectiva, renuncia a participar en las clásicas.
Después de su reaparición en la competición en enero en el Tour Down Under, Geraint Thomas no defiende su título en París-Niza, donde Sergio Henao vence defendiendo los colores del Sky. Corre la  Tirreno-Adriático, donde sus posibilidades de victorias finales desaparecen en la primera etapa: en esta contrarreloj por equipos, tres corredores del Sky rompen una rueda y Gianni Moscon cae. A pesar de una victoria de etapa al día siguiente y lugares de honor los días siguientes, incluido en Terminillo, donde se acaba segundo detrás de Nairo Quintana, no puede recuperar los cien segundos perdidos el primer día y termina quinto en la general. Continúa con la Volta a Cataluña donde vuelve a ser líder del Sky. Tercero en la clasificación general después de tres etapas, colapsa los días siguientes y termina en un decepcionante puesto 34.º. Después de una concentración en altitud, el Tour de los Alpes, en abril, es su última prueba antes del Giro. Al ganar la tercera etapa por delante de su compañero Mikel Landa, toma la delantera en la clasificación general. Lo mantiene por los próximos dos días y gana la carrera.
Dos semanas después, está en el inicio del Giro, colíder del equipo Sky con Mikel Landa. Durante la novena etapa, es víctima de una caída colectiva causada por una motocicleta mal estacionada. Sufriendo por el hombro y la rodilla, sin embargo, logró tomar el segundo día de la segunda prueba de tiempo mañana detrás de Tom Dumoulin. Sin embargo, debe rendirse al final de la 12.º etapa.
El 1 de julio, ganó la primera etapa del Tour de Francia en Düsseldorf en una contrarreloj de 14 km. Mantuvo su maillot amarilla durante cuatro días, antes de dársela a su compañero Chris Froome. Habiendo caído en el descenso del Col de la Biche, debe renunciar a 43 km de meta durante la novena etapa, mientras ocupa el segundo lugar en la clasificación general.
Durante la temporada, Geraint Thomas es abordado por varios equipos que desean contar con sus servicios. Sin embargo, decide quedarse en el Sky para 2018.
En septiembre, ingresó al Tour de Gran Bretaña por primera vez desde 2011 y obtuvo el tercer lugar, luego terminó su temporada en el campeonato mundial en Bergen, donde ganó la medalla de bronce en la contrarreloj por equipos con el Sky.

### 2018: ganador del Dauphiné y del Tour de Francia

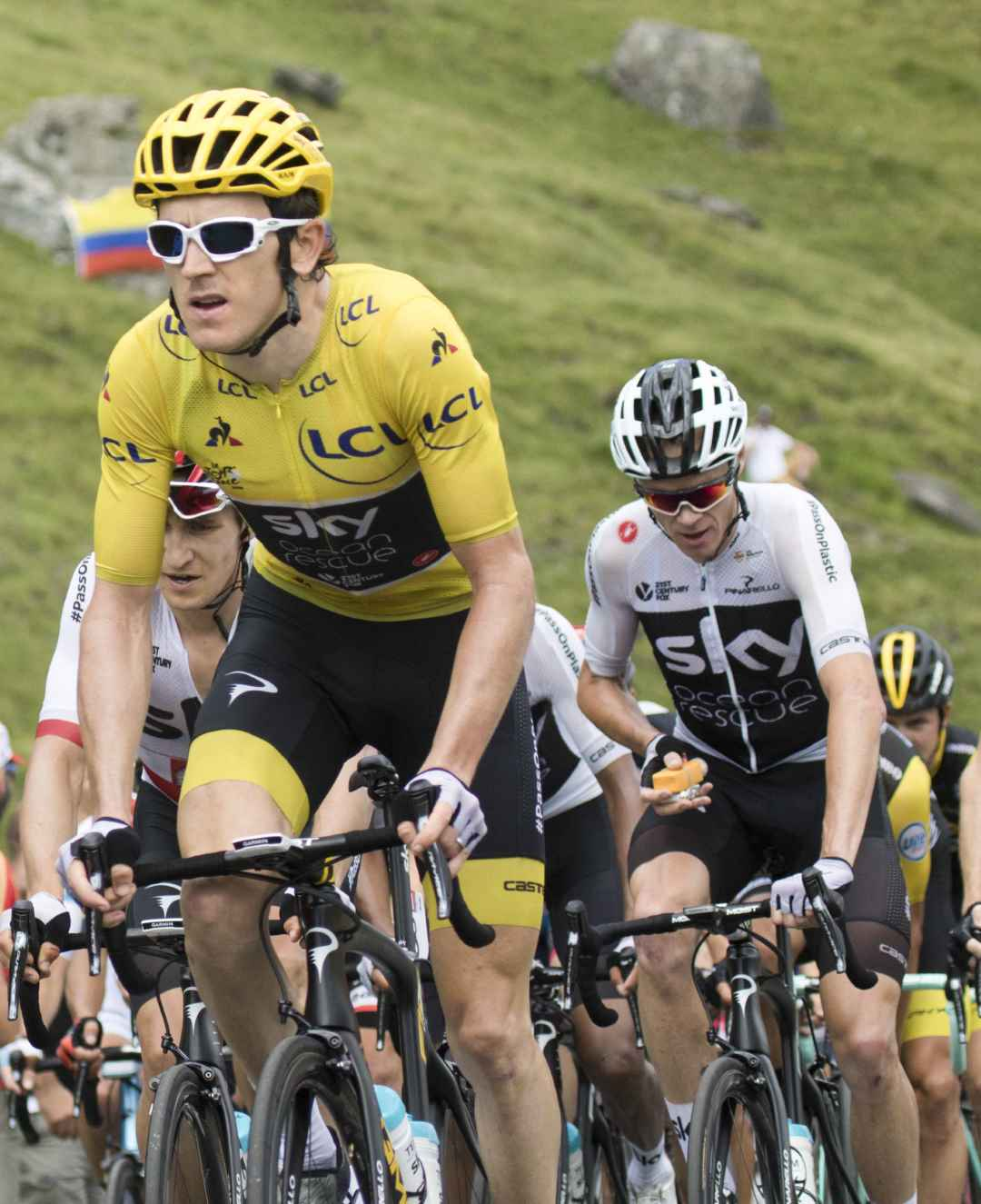
Geraint Thomas, con el maillot amarillo durante el Tour de Francia 2018.

Durante el invierno, Chris Froome, ve su temporada amenazada con una suspensión después de un resultado anormal en un control de dopaje realizado en la Vuelta a España 2017  vencida por él. En este contexto, Geraint Thomas comparte su ambición personal para el Tour de Francia.
Comienza su temporada en la Vuelta al Algarve. Ganador de la contrarreloj, lidera la clasificación general durante dos días y finalmente ocupa el segundo lugar detrás de su compañero Michał Kwiatkowski. Luego corre Tirreno-Adriático, también ganado por Kwiatkowski y acaba en el tercer lugar.
En junio, Geraint Thomas gana el Critérium del Dauphiné y declara: "¡Es la victoria más hermosa de mi carrera!". Al acercarse al Tour de Francia, mientras que la presencia de Chris Froome sigue siendo incierta, se le considera un posible "plan B" para Sky. Blanqueado por la UCI, Froome finalmente estuvo en el comienzo del "gran bucle" y es el líder designado del Sky.
Durante la primera semana del Tour de Francia, Geraint Thomas es el único de los favoritos para no perder el tiempo. Es el segundo en la clasificación general detrás de Greg Van Avermaet desde la sexta etapa, mientras que Froome se retrasa por una caída desde el día uno. En los Alpes, ganó la undécima etapa al atacar a cinco kilómetros de la meta en La Rosière, y se viste de amarillo, con 1 minuto y 25 segundos de ventaja sobre su compañero Chris Froome. Al día siguiente, consolidó su ventaja al ganar en Alpe d'Huez y fue abucheado en el podio. Estaba 1m39s por delante de Froome y 1: 50m por detrás de Tom Dumoulin, y la jerarquía del equipo Sky entre el maillot amarillo de Thomas y el líder de Froome del comienzo ahora es incierta. En los Pirineos, Geraint Thomas se impone como líder y asegura su primer lugar, especialmente durante la corta etapa entre Bagnères-de-Luchon y Saint-Lary-Soulan. Resiste los ataques de Tom Dumoulin y Primož Roglič, tomándolos incluso unos segundos, mientras que Froome, incapaz de seguirles al final de la etapa, pierde un minuto. En la contrarreloj del día anterior a la finalización, concedió solo catorce segundos al segundo de la general, Dumoulin, campeón mundial en la especialidad. Gana el Tour frente a Tom Dumoulin y Chris Froome. En septiembre, extendió su contrato con el equipo Sky por tres años.

### 2019: Subcampeón del Tour
Después de celebrar su victoria en el Tour 2018, Thomas tenía sobrepeso al comienzo de la temporada 2019. Su único resultado destacado antes del Tour fue un tercer puesto en la general en el Tour de Romandía a principios de mayo.
En junio, Thomas abandonó la Vuelta a Suiza tras un accidente y requirió tiempo de recuperación, lo que puso en duda su capacidad para desempeñarse en el Tour. Su compañero de equipo en el Team INEOS, el colombiano Egan Bernal, ganó la carrera.
Thomas y Bernal fueron nombrados colíderes para el Tour de Francia, después de que Chris Froome fuera descartado de la carrera tras sufrir un grave accidente en el Critérium du Dauphiné, aunque algunos medios esperaban una batalla interna entre los dos. Se había planeado que Bernal liderara el equipo del Giro de su equipo, pero se perdió la carrera después de romperse la clavícula. Finalmente, ambos compitieron en la ronda francesa, quedando Bernal primero y Thomas segundo, demostrando una vez más el poderío del Team INEOS que, desde 2012, había ganado todos los Tours disputados hasta ese momento salvo el de 2014.

### 2020: Temporada marcada por el COVID-19
Debido a la pandemia por COVID-19, el comienzo de la temporada 2020 se retrasó hasta agosto.
Ese mes, el Team INEOS sorprendió con una noticia que sacudió al mundo ciclista, decidiendo que ni Geraint Thomas ni Chris Froome acudirían a la ronda francesa. Thomas acudiría como jefe de filas al Giro de Italia mientras que Froome haría lo propio en la Vuelta a España. De esta forma, Egan Bernal, vigente campeón del Tour, sería el líder único del equipo para la ronda francesa, llevando como lugarteniente a Richard Carapaz, último campeón del Giro.
Thomas comenzó el Giro como uno de los favoritos a la victoria. Sin embargo, en la tercera etapa, de alta montaña con final en el Etna, se fue al suelo al tropezar con un bidón que había en la carretera y perdió más de 12 minutos en la meta con respecto al grupo de los favoritos. Pese a que había sufrido una fractura pélvica (sin desplazamiento, que se corroboró después mediante estudios por imágenes), terminó esa etapa. Tuvo que abandonar al día siguiente.

### 2021
El dos de mayo, Thomas se proclama vencedor del Tour de Romandía, arrebatando al canadiense Michael Woods el maillot de líder en la quinta y última etapa, una contrarreloj de 16,19 km en Friburgo. Le acompañaron en el podio su compañero de equipo Richie Porte, a 28 segundos, y Fausto Masnada, a 38. En el Tour de Francia, Thomas partió como jefe de filas de su equipo (con el ecuatoriano Richard Carapaz como colíder); sin embargo, una fuerte caída en la tercera etapa le dejó tocado para el resto de la carrera y acabó en el puesto 41.

### 2022: Otra vuelta de una semana a su palmarés
El 19 de junio, Thomas gana la Vuelta a Suiza. Igual que en Romandía del año anterior, Geraint se hizo con el maillot de líder en la última etapa, también una contrarreloj, en este caso de 25,6 kilómetros.

## Medallero internacional

### Ciclismo en pista
| Juegos Olímpicos   | Juegos Olímpicos           | Juegos Olímpicos | Juegos Olímpicos        |
| Año                | Lugar                      | Medalla          | Competición             |
| ------------------ | -------------------------- | ---------------- | ----------------------- |
| 2008               | Pekín (China)              | Medalla de oro   | Persecución por equipos |
| 2012               | Londres (Reino Unido)      | Medalla de oro   | Persecución por equipos |
| Campeonato Mundial |                            |                  |                         |
| Año                | Lugar                      | Medalla          | Competición             |
| 2006               | Burdeos (Francia)          | Medalla de plata | Persecución por equipos |
| 2007               | Palma de Mallorca (España) | Medalla de oro   | Persecución por equipos |
| 2008               | Mánchester (Reino Unido)   | Medalla de oro   | Persecución por equipos |
| 2012               | Melbourne (Australia)      | Medalla de oro   | Persecución por equipos |
| 2012               | Melbourne (Australia)      | Medalla de plata | Madison                 |
| Campeonato Europeo |                            |                  |                         |
| Año                | Lugar                      | Medalla          | Competición             |
| 2011               | Apeldoorn (Países Bajos)   | Medalla de oro   | Persecución por equipos |

### Ciclismo en ruta
| Campeonato Mundial | Campeonato Mundial | Campeonato Mundial | Campeonato Mundial       |
| Año                | Lugar              | Medalla            | Competición              |
| ------------------ | ------------------ | ------------------ | ------------------------ |
| 2013               | Florencia (Italia) | Medalla de bronce  | Contrarreloj por equipos |
| 2017               | Bergen (Noruega)   | Medalla de bronce  | Contrarreloj por equipos |

## Palmarés

### Pista
2005
- Campeonato del Reino Unido Scratch 20 kilómetros

2006
- 3.º en el Campeonato de los Juegos de la Mancomunidad Puntuación
- 2.º en el Campeonato Mundial Persecución por Equipos (haciendo equipo con Steve Cummings, Robert Hayles y Paul Manning)
- 2.º en el Campeonato del Reino Unido Persecución por equipos (haciendo equipo con Ross Sander, Ian Stannard y Ben Swift)

2007
- Campeonato Mundial Persecuciión por Equipos (haciendo equipo con Ed Clancy, Paul Manning y Bradley Wiggins)

2008
- Campeonato Mundial Persecución por Equipos (haciendo equipo con Ed Clancy, Paul Manning y Bradley Wiggins)
- Campeonato Olímpico Persecución por Equipos (haciendo equipo con Ed Clancy, Paul Manning y Bradley Wiggins)

2011
- Melbourne Persecución por Equipos (haciendo equipo con Steven Burke, Edward Clancy y Bradley Wiggins)
- Campeonato Europeo Persecución por Equipos (haciendo equipo con Steven Burke, Edward Clancy, Peter Kennaugh y Andrew Tennat)

2012
- Campeonato Mundial Persecución por Equipos (haciendo equipo con Edward Clancy, Andrew Tennant y Peter Kennaugh)
- Campeonato Olímpico Persecución por Equipos (haciendo equipo con Ed Clancy, Peter Kennaugh y Steven Burke)

### Carretera
| 2004 - Serie de Ruta Masculina Junior Británica 2006 - 3.º en el Campeonato del Reino Unido en Ruta - Flèche du Sud, más 1 etapa 2010 - Campeonato del Reino Unido en Ruta - 3.º en el Campeonato del Reino Unido Contrarreloj 2011 - Vuelta a Baviera 2012 - 1 etapa del Tour de Romandía 2013 - 1 etapa del Tour Down Under 2014 - Vuelta a Baviera, más 1 etapa - 2.º en el Campeonato del Reino Unido Contrarreloj 2015 - Vuelta al Algarve, más 1 etapa - E3 Harelbeke 2016 - Vuelta al Algarve - París-Niza | 2017 - 1 etapa de la Tirreno-Adriático - Tour de los Alpes, más 1 etapa - 1 etapa del Tour de Francia 2018 - 1 etapa de la Vuelta al Algarve - Critérium del Dauphiné - Campeonato del Reino Unido Contrarreloj - Tour de Francia , más 2 etapas 2019 - 2.º en el Tour de Francia 2021 - Tour de Romandía - 1 etapa del Critérium del Dauphiné 2022 - Vuelta a Suiza - 3.º en el Tour de Francia 2023 - 2.º en el Giro de Italia 2024 - 3.º en el Giro de Italia |

## Resultados

### Grandes Vueltas
| Carrera | Carrera         | 2007  | 2008  | 2009 | 2010 | 2011 | 2012 | 2013  | 2014 | 2015 | 2016 | 2017 | 2018 | 2019 | 2020 | 2021 | 2022 | 2023 | 2024 | 2025 |
| ------- | --------------- | ----- | ----- | ---- | ---- | ---- | ---- | ----- | ---- | ---- | ---- | ---- | ---- | ---- | ---- | ---- | ---- | ---- | ---- | ---- |
|         | Giro de Italia  | —     | 118.º | —    | —    | —    | 80.º | —     | —    | —    | —    | Ab.  | —    | —    | Ab.  | —    | —    | 2.º  | 3.º  | —    |
|         | Tour de Francia | 140.º | —     | —    | 67.º | 31.º | —    | 140.º | 22.º | 15.º | 15.º | Ab.  | 1.º  | 2.º  | —    | 41.º | 3.º  | —    | 42.º | 58.º |
|         | Vuelta a España | —     | —     | —    | —    | —    | —    | —     | —    | 69.º | —    | —    | —    | —    | —    | —    | —    | 31.º | —    | —    |

### Vueltas menores
| Carrera | Carrera                | 2007 | 2008 | 2009 | 2010 | 2011 | 2012 | 2013 | 2014 | 2015 | 2016 | 2017 | 2018 | 2019 | 2020 | 2021 | 2022 | 2023 | 2024 | 2025  |
| ------- | ---------------------- | ---- | ---- | ---- | ---- | ---- | ---- | ---- | ---- | ---- | ---- | ---- | ---- | ---- | ---- | ---- | ---- | ---- | ---- | ----- |
|         | Tour Down Under        | 47.º | —    | —    | —    | 68.º | 46.º | 3.º  | 8.º  | 32.º | 39.º | 49.º | —    | —    | —    | X    | X    | 80.º | —    | 129.º |
|         | París-Niza             | —    | —    | —    | 86.º | 83.º | Ab.  | —    | Ab.  | 5.º  | 1.º  | —    | —    | —    | —    | —    | —    | —    | —    | —     |
|         | Tirreno-Adriático      | —    | —    | Ab.  | —    | —    | —    | —    | —    | —    | —    | 5.º  | 3.º  | Ab.  | 2.º  | 24.º | —    | —    | —    | —     |
|         | Volta a Cataluña       | —    | —    | —    | —    | —    | —    | —    | —    | —    | Ab.  | 34.º | —    | —    | X    | 3.º  | —    | 45.º | 27.º | 45.º  |
|         | Vuelta al País Vasco   | —    | —    | —    | —    | —    | —    | —    | —    | —    | —    | —    | —    | 40.º | X    | —    | 39.º | —    | —    | —     |
|         | Tour de Romandía       | —    | —    | —    | —    | 88.º | Ab.  | —    | —    | 87.º | 51.º | —    | 33.º | 3.º  | X    | 1.º  | 19.º | —    | —    | 28.º  |
|         | Critérium del Dauphiné | —    | —    | —    | 21.º | Ab.  | —    | 15.º | 46.º | —    | —    | —    | 1.º  | —    | 37.º | 3.º  | —    | —    | —    | —     |
|         | Vuelta a Suiza         | —    | —    | —    | —    | —    | —    | —    | —    | 2.º  | 17.º | —    | —    | Ab.  | X    | —    | 1.º  | —    | —    | Ab.   |
|         | Tour de Polonia        | —    | —    | —    | —    | —    | —    | —    | —    | —    | —    | —    | —    | —    | —    | —    | —    | 47.º | —    |       |
|         | Eneco Tour             | —    | —    | —    | 66.º | 57.º | —    | —    | 6.º  | —    | 32.º | —    | —    | —    | —    | Ab.  | X    | —    | Ab.  |       |

### Clásicas, Campeonatos y JJ. OO.
| Omloop Het Nieuwsblad   | Omloop Het Nieuwsblad   | —  | —    | —             | —             | —             | —   | 4.º           | —             | —             | —     | —             | —             | —             | —             | —    | —     | —    | —    | —     |    |    |
| Kuurne-Bruselas-Kuurne  | Kuurne-Bruselas-Kuurne  | —  | —    | —             | Ab.           | —             | —   | —             | —             | —             | —     | —             | —             | —             | —             | —    | —     | —    | —    | —     |    |    |
| Strade Bianche          | Strade Bianche          | —  | —    | —             | —             | —             | —   | —             | —             | —             | —     | —             | —             | —             | —             | —    | —     | —    | 71.º | —     |    |    |
|                         | Milán-San Remo          | —  | —    | —             | —             | 60.º          | —   | Ab.           | Ab.           | 31.º          | 169.º | —             | —             | —             | —             | —    | —     | —    | —    | 110.º |    |    |
| A Través de Flandes     | A Través de Flandes     | —  | —    | —             | 32.º          | 2.º           | —   | 19.º          | —             | —             | —     | —             | —             | —             | X             | —    | —     | —    | —    | —     |    |    |
| E3 Saxo Bank Classic    | E3 Saxo Bank Classic    | —  | —    | —             | 50.º          | —             | —   | 4.º           | 3.º           | 1.º           | —     | —             | —             | —             | X             | —    | —     | —    | —    | —     |    |    |
| Gante-Wevelgem          | Gante-Wevelgem          | —  | —    | —             | Ab.           | 124.º         | —   | Ab.           | 112.º         | 3.º           | —     | —             | —             | —             | —             | —    | —     | —    | —    | —     |    |    |
|                         | Tour de Flandes         | —  | —    | —             | 33.º          | 10.º          | —   | 41.º          | 8.º           | 14.º          | 12.º  | —             | —             | —             | —             | —    | —     | —    | —    | —     |    |    |
| Scheldeprijs            | Scheldeprijs            | —  | 24.º | —             | —             | —             | —   | 129.º         | 142.º         | 152.º         | —     | —             | —             | —             | —             | —    | —     | —    | —    | —     |    |    |
|                         | París-Roubaix           | —  | —    | —             | 64.º          | Ab.           | —   | 79.º          | 7.º           | Ab.           | —     | —             | Ab.           | —             | X             | —    | —     | —    | —    | —     |    |    |
| Amstel Gold Race        | Amstel Gold Race        | —  | —    | —             | —             | —             | —   | —             | Ab.           | —             | —     | —             | —             | —             | X             | —    | —     | —    | —    | —     |    |    |
| Flecha Valona           | Flecha Valona           | —  | —    | —             | —             | —             | —   | —             | —             | —             | —     | —             | —             | —             | —             | —    | 98.º  | —    | —    | —     |    |    |
|                         | Lieja-Bastoña-Lieja     | —  | —    | —             | —             | —             | —   | —             | —             | —             | —     | —             | 56.º          | —             | —             | —    | 43.º  | —    | —    | 93.º  |    |    |
| EuroEyes Classics       | EuroEyes Classics       | —  | —    | —             | —             | 31.º          | Ab. | —             | —             | —             | —     | —             | —             | —             | X             | X    | —     | —    | —    |       |    |    |
| Bretagne Classic        | Bretagne Classic        | —  | —    | —             | —             | 75.º          | —   | Ab.           | —             | —             | —     | —             | —             | —             | —             | —    | —     | —    | —    |       |    |    |
| Gran Premio de Quebec   | Gran Premio de Quebec   | —  | —    | —             | —             | —             | Ab. | 98.º          | 116.º         | —             | 73.º  | —             | —             | 97.º          | X             | X    | 101.º | —    | —    |       |    |    |
| Gran Premio de Montreal | Gran Premio de Montreal | —  | —    | —             | —             | —             | Ab. | Ab.           | 90.º          | —             | 66.º  | —             | —             | Ab.           | X             | X    | Ab.   | —    | —    |       |    |    |
| París-Tours             | París-Tours             | —  | —    | —             | —             | —             | Ab. | —             | —             | —             | —     | —             | —             | —             | —             | —    | —     | —    | —    |       |    |    |
| JJ. OO. (Ruta)          | JJ. OO. (Ruta)          | ND | —    | No se disputó | No se disputó | No se disputó | —   | No se disputó | No se disputó | No se disputó | 11.º  | No se disputó | No se disputó | No se disputó | No se disputó | Ab.  | ND    | ND   | —    | ND    | ND | ND |
| JJ. OO. (CRI)           | JJ. OO. (CRI)           | ND | —    | No se disputó | No se disputó | No se disputó | —   | No se disputó | No se disputó | No se disputó | 9.º   | No se disputó | No se disputó | No se disputó | No se disputó | 12.º | ND    | ND   | —    | ND    | ND | ND |
| Mundial en Ruta         | Mundial en Ruta         | —  | —    | Ab.           | —             | 81.º          | —   | Ab.           | Ab.           | —             | Ab.   | —             | —             | Ab.           | —             | —    | —     | —    | —    |       |    |    |
| Mundial CRI             | Mundial CRI             | —  | —    | —             | —             | —             | —   | —             | —             | —             | —     | —             | —             | —             | 4.º           | —    | —     | 10.º | —    |       |    |    |
| Reino Unido en Ruta     | Reino Unido en Ruta     | —  | —    | —             | 1.º           | 2.º           | —   | —             | 8.º           | —             | —     | —             | Ab.           | —             | —             | —    | —     | —    | —    | —     |    |    |
| Reino Unido CRI         | Reino Unido CRI         | —  | —    | —             | 3.º           | —             | —   | —             | 2.º           | —             | —     | —             | 1.º           | —             | —             | —    | —     | —    | —    | —     |    |    |

—: No participa 

Ab.: Abandona 

X: No se disputó

## Equipos
- Team Wiesenhof (2005)[10]
- Saunier Duval-Prodir (2006)[10]
- Barloworld (2007-2009)
  - Barloworld (2007-2008)
  - Barloworld-Bianchi (2009)
- Sky/INEOS (2010-)
  - Sky Professional Cycling Team (2010)
  - Sky Procycling (2011-2013)
  - Team Sky (2014-04.2019)
  - Team INEOS (05.2019-08.2020)
  - INEOS Grenadiers (08.2020-)